# كينزو مايدا
كينزو مايدا (بالإنجليزية: Kenzō Maeda)‏ هو مدرب رياضي أمريكي، ولد في 27 يونيو 1982 في أوساكا في اليابان.